# Vrchovina (České středohoří)
Vrchovina (678 m n. m.) je výrazná hora ve východní části Českého středohoří, druhá nejvyšší v okrsku Litoměřické středohoří po své mateřské hoře Sedlo (727 m) a nejvyšší v podokrsku Varhošťská hornatina. Nachází se 7 km severně od Litoměřic.

## Přístup
Vrchol je nejsnadněji přístupný ze západu od silnice mezi Lbínem a Tašovem. V nejvyšším místě této silnice odbočuje neznačená polní cesta na východ, která končí po 1 km, necelých 300 m před vrcholem. Druhou možností je přístup od severu, od stejné silnice, po neznačená lesní cestě. V místě, kde cesta dosáhne nadmořské výšky 650 metrů, lze odbočit doleva po nevýrazné pěšině směrem k vrcholu, který je od tohoto místa asi 160 metrů daleko. Celkem tato cesta měří 1 km s převýšením 115 metrů.

## Babinské louky

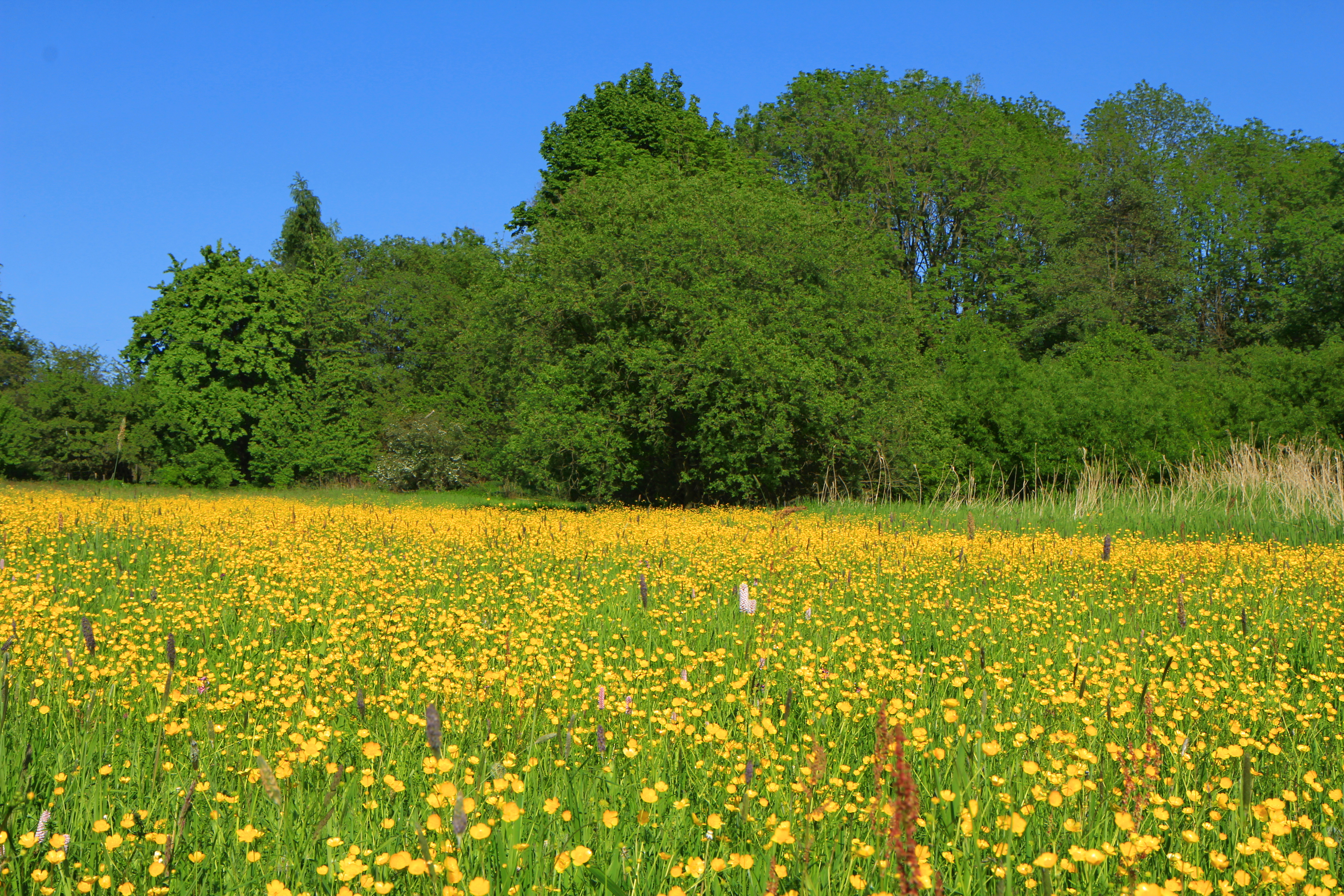
Rozkvetlé Babinské louky

Na severovýchodním svahu se na ploše 41 ha rozkládá přírodní památka Babinské louky, zařazená mezi evropsky významné lokality. Předmětem ochrany je bohatá populace zvonovce liliolistého a dalších vzácných druhů podhorských luk. Do ochrany byly zahrnuty i zbytky místních orchidejových luk.